# Graphe de Horton
Le graphe de Horton (ou 96-graphe de Horton) est, en théorie des graphes, un graphe 3-régulier possédant 96 sommets et 144 arêtes. Il est construit comme contre-exemple à une conjecture de Tutte.

## Histoire
En 1971, le mathématicien et cryptanalyste William Tutte conjecture qu'il n'existe pas de graphe 3-sommet-connexe qui soit cubique, biparti et non-hamiltonien. Mais J. D. Horton trouve un contre-exemple à 96 sommets, le graphe de Horton, publié par Bondy & Murty en 1976.
Après cela, d'autres contre-exemples sont découverts. En 1982, c'est un graphe à 92 sommets, encore construit par Horton (le 92-graphe de Horton), puis, en 1983, Owens trouve un contre-exemple d'ordre 78.
Avec Ellingham, Horton publie deux contre-exemples à la conjecture de Tutte : un graphe d'ordre 78 en 1981 (le 78-graphe de Ellingham-Horton) et un graphe d'ordre 54 en 1983 (le 54-graphe de Ellingham-Horton). À l'heure actuelle, ce graphe à 54 sommets est le plus petit graphe non-hamiltonien biparti cubique 3-sommet-connexe connu.

## Propriétés

### Propriétés générales
Le diamètre du graphe de Horton, l'excentricité maximale de ses sommets, est 10, son rayon, l'excentricité minimale de ses sommets, est 10 et sa maille, la longueur de son plus court cycle, est 6. 
Il s'agit d'un graphe 3-sommet-connexe et d'un graphe 3-arête-connexe, c'est-à-dire qu'il est connexe et que pour le rendre déconnecté il faut le priver au minimum de 3 sommets ou de 3 arêtes. Comme il est régulier de degrés 3 ce nombre est optimal. Le graphe de Horton est donc un graphe optimalement connecté.
En tant que graphe cubique avec beaucoup de cycles long mais n'étant pas hamiltonien, le graphe de Horton fait un bon benchmark pour tester les algorithmes de recherche des cycles hamiltoniens.

### Coloration
Le nombre chromatique du graphe de Horton est 2. C'est-à-dire qu'il est possible de le colorer avec 2 couleurs de telle façon que deux sommets reliés par une arête soient toujours de couleurs différentes. Ce nombre est minimal.
L'indice chromatique du graphe de Horton est 3. Il existe donc une 3-coloration des arêtes du graphe telle que deux arêtes incidentes à un même sommet soient toujours de couleurs différentes. Ce nombre est minimal.

### Propriétés algébriques
Le groupe d'automorphismes du graphe de Horton est un groupe d'ordre 96. Il est isomorphe à Z/2Z×Z/2Z×S4, le produit direct du groupe cyclique Z/2Z avec lui-même et le groupe symétrique S4.
Le polynôme caractéristique  de la matrice d'adjacence du graphe de Horton est : {\displaystyle (x-3)(x-1)^{14}x^{4}(x+1)^{14}(x+3)(x^{2}-5)^{3}(x^{2}-3)^{11}(x^{2}-x-3)(x^{2}+x-3)(x^{1}0-23x^{8}+188x^{6}-644x^{4}+803x^{2}-101)^{2}(x^{1}0-20x^{8}+143x^{6}-437x^{4}+500x^{2}-59)}.